# Christen Andersson i Krutmöllan
Christen Andersson (i riksdagen kallad Andersson i Krutmöllan), född 31 december 1803 i Västra Karaby socken, död 27 januari 1877 i Västra Sallerups socken, var en svensk riksdagsman i bondeståndet.
Andersson företrädde Torna, Bara och Harjagers härader av Malmöhus län vid riksdagarna 1840–1841, 1844–1845, 1847–1848 och 1850–1851.
Under 1840–1841 års riksdag var Andersson ledamot i Allmänna besvärs- och ekonomiutskottet, suppleant i förstärkta statsutskottet och bankoutskottet. Under den urtima riksdagen 1844–1845 var han elektor för bondeståndets utskottsval, ledamot i bevillningsutskottet och i förstärkta bankoutskottet. Han var även direktör vid riksbankens lånekontor i Malmö.
Vid riksdagen 1847–1848 var han elektor för bondeståndets utskottsval, ledamot i bevillningsutskottet och i förstärkta statsutskottet. Under den följande riksdagen 1850–1851 var han elektor för bondeståndets utskottsval, ledamot i statsutskottet och direktör vid riksbankens lånekontor i Malmö.